# Anatoli Markowitsch Gurewitsch
Anatoli Markowitsch Gurewitsch, mit dem Decknamen Kent (russisch Анатолий Маркович Гуревич; * 7. November 1913 in Charkow; † 2. Januar 2009 in St. Petersburg) war ein Offizier des sowjetischen Militär-Nachrichtendienstes GRU und als petit chef eine der „legendären“ Persönlichkeiten der als Rote Kapelle bezeichneten Widerstandsbewegungen.

## Leben
Gurewitsch entstammte einer jüdischen Familie und wuchs in Leningrad auf. Ab 1936 besuchte er dort das Institut für Tourismus und erhielt dort eine Ausbildung als Dolmetscher. 1938 nahm er als Freiwilliger am Spanischen Bürgerkrieg teil und wurde danach wie andere ehemalige Spanienkämpfer vom GRU angeworben. Er erhielt den Auftrag, den grand chef Leopold Trepper beim Aufbau eines Informationsnetzes der Roten Kapelle in Westeuropa zu unterstützen und zu überwachen.
Auf Anweisung der GRU-Zentrale nahm er 1940 auch Kontakt zu Sándor Radó in Genf und Anfang November 1941 zu Harro Schulze-Boysen in Berlin auf.
Da Trepper 1941 nicht über ausreichend Funkgeräte verfügte, übernahm Gurewitschs Gruppe in Belgien, unter der Tarnung als mit den Nazis kooperierende südamerikanische Baustoff-Firma, zudem einen Großteil der Informationsübermittlung für diesen. Nach Aufenthalten in Stockholm und vor allem in Brüssel wurde Gurewitsch 1942 in Marseille verhaftet und in ein Funkspiel der Sonderkommission Rote Kapelle der Gestapo unter Leitung von Heinz Pannwitz in Abstimmung mit SS-Gruppenführer Heinrich Müller gezwungen.
Nach der Festnahme Gurewitschs und der Aufdeckung seiner Verbindungen zur Berliner Gruppe der Roten Kapelle begann die Verhaftungswelle durch die Gestapo im Umfeld Harro Schulze-Boysens und um Arvid Harnack.
Nach seiner Rückkehr in die Sowjetunion 1945 wurde ihm Landesverrat vorgeworfen. Nach längerem Aufenthalt in der Lubjanka wurde er in ein Arbeitslager des GULAG deportiert. 
Im September 1955 kam er zwar im Rahmen einer Amnestie frei, aber war damit nicht rehabilitiert. 1958 nach seinem Antrag auf vollständige Rehabilitation wurde er stattdessen am 10. September 1958 erneut verhaftet, da man ihn angeblich nur versehentlich freigelassen hatte. Zum zweiten Mal verließ Gurewitsch das Gefängnis am 20. Juni 1960, diesmal bei Verlust seiner Rechte, ohne Aufhebung der „Vorstrafen“ und einem Verbot, in seiner Heimatstadt Leningrad zu leben. Erst viele Jahre später, am 22. Juli 1991, wurde er von der Obersten Militärstaatsanwaltschaft der UdSSR vollständig rehabilitiert. Seine Rente war so niedrig, dass er beim Kauf dringend benötigter Medikamente auf Spenden angewiesen war.
Erst nach seiner Rehabilitierung erfuhr er, dass sein Sohn Michel am Leben war und in Spanien lebte; über ihn war ihm zuvor immer nur berichtet worden, dieser sei nach der Geburt gestorben.

## Schriften
- Anatoli Gourevitch: Un certain monsieur Kent. Le dernier témoin de l’Orchestre rouge. Grasset: Paris 1995; ISBN 978-2-246-46331-3

## Filmografie
- Hans Coppi junior: Verlorenes Leben. Dokumentarfilm über Anatoli Gurewitsch.[3]